# Opel Ampera

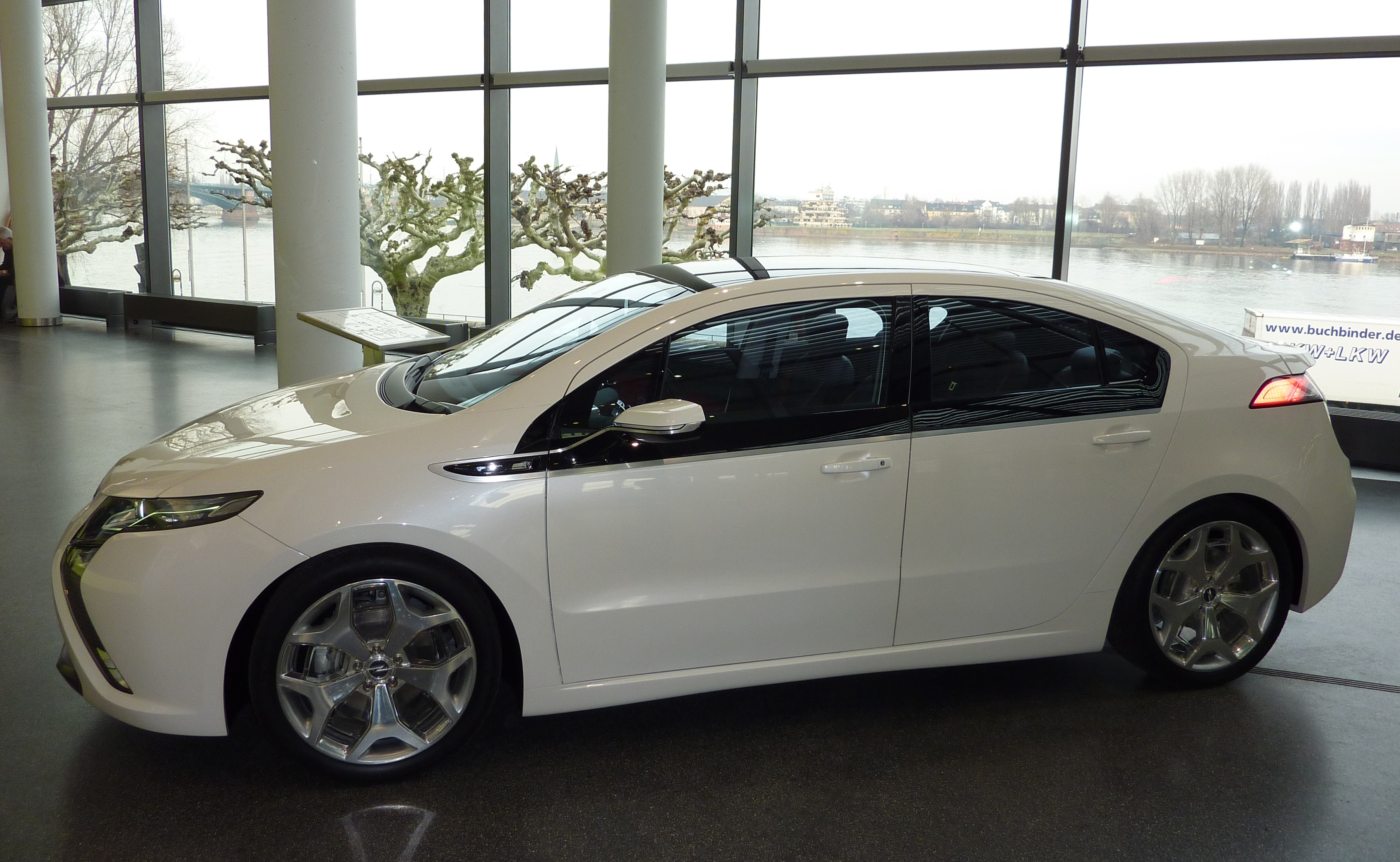
Opel Ampera Hybrid Car

O Opel Ampera é um automóvel híbrido plug-in (PHEV) da General Motors que foi lançado na Europa em novembro de 2011 e saiu de comercialização em 2015. O modelo foi apresentado pela Opel na edição de 2009 do Salão Internacional do Automóvel de Genebra. O Ampera é parecido com o Chevrolet Volt.